# Monlau Competición
Monlau Competición è una squadra motociclistica fondata nel 2005 da Emilio Alzamora, che partecipava alle competizioni del motomondiale.
Ha esordito nel motomondiale in Moto2 nel 2011 con il nome CatalunyaCaixa Repsol. Nel 2012 ha esordito nella Moto3 assumendo la denominazione Team Estrella Galicia 0,0. Dal 2013 la squadra corre esclusivamente nella classe Moto3.

## Storia

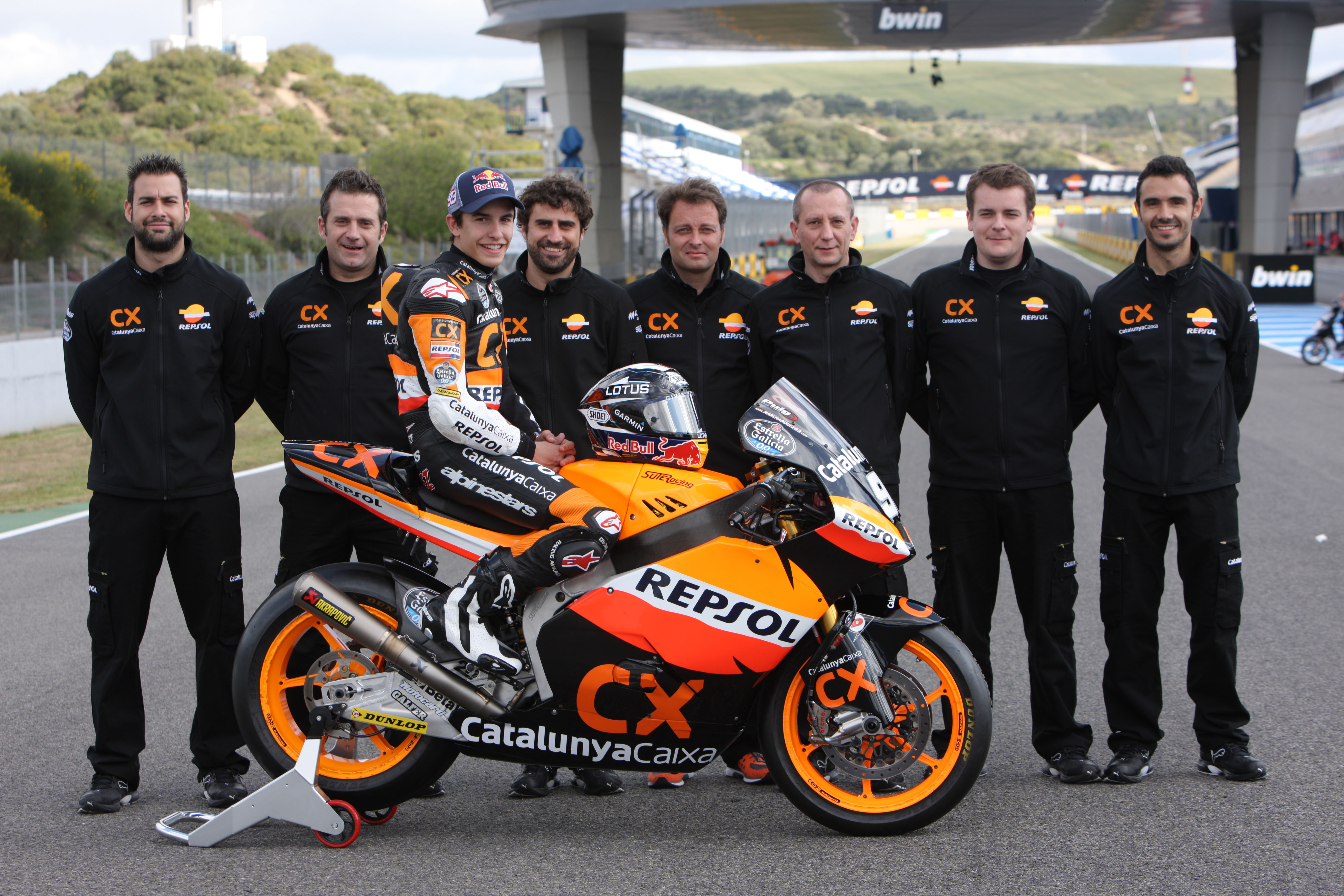
Márquez con il team Monlau nel 2012.

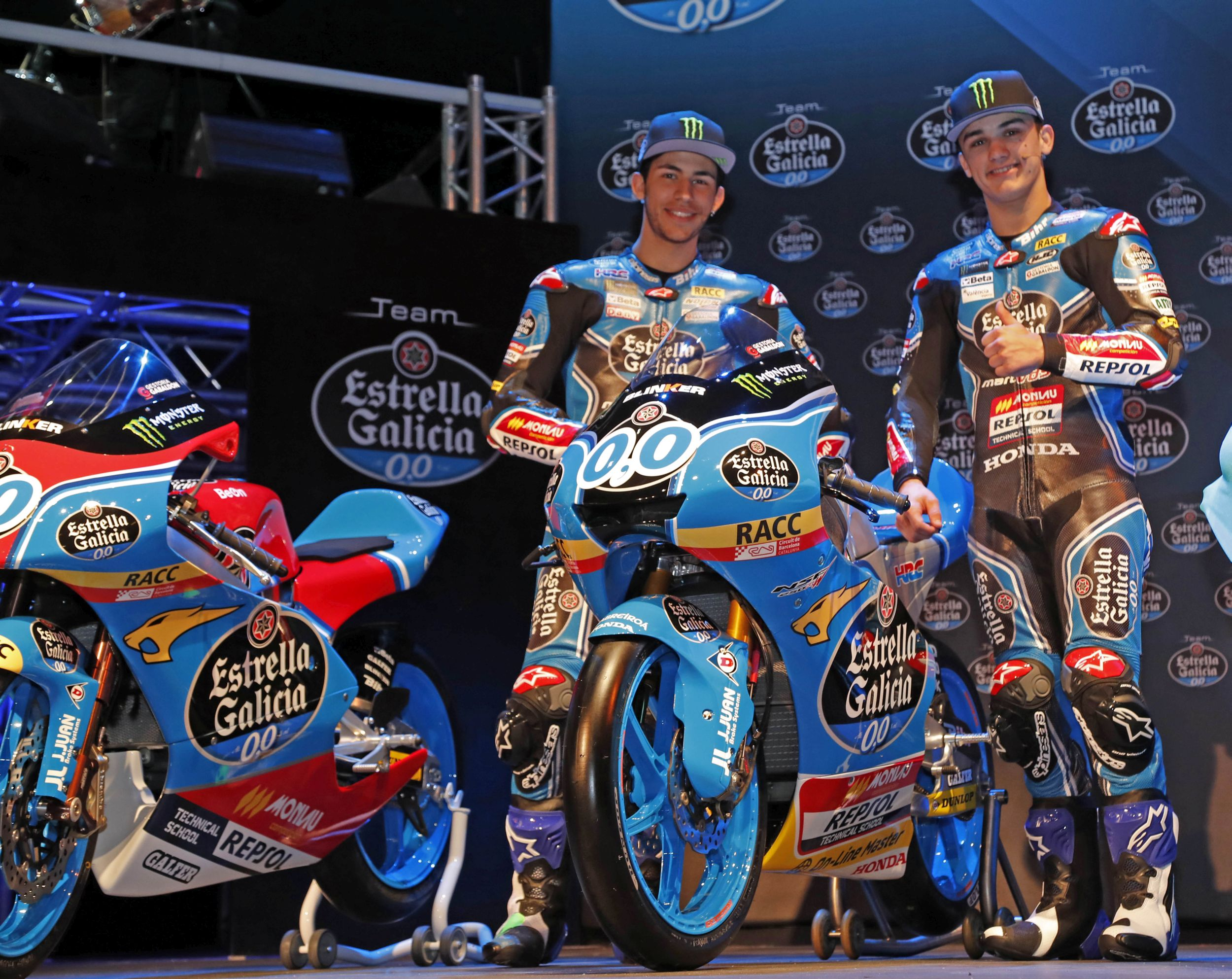
Canet (destra) e Bastianini (sinistra) i piloti della Moto3 2017.

### Origini
Fondato nel 2005 dall'ex pilota, campione del mondo 125, Emilio Alzamora; la squadra prese parte al campionato spagnolo di velocità fino al 2010. Nel 2009 e 2010 prese parte anche al Campionato Europeo Velocità.

### Motomondiale
Esordì nel motomondiale nella stagione 2011 nella classe Moto2, con il pilota Marc Márquez su una Suter MMXI, assumendo la denominazione "CatalunyaCaixa Repsol".
La squadra conquistò nella stagione d'esordio la prima vittoria (primo podio e giro veloce) nel GP di Francia e la prima pole position nel GP del Regno Unito con il loro pilota che si classificò in seconda posizione finale.
L'anno successivo con Márquez vinsero il mondiale Moto2, ottenendo 9 vittorie su 14 podi ottenuti e 7 pole. Inoltre debuttarono nella categoria Moto3 con il nome "Team Estrella Galicia 0,0" e due Suter MMX3, ingaggiando i piloti Miguel Oliveira e Álex Rins. Con quest'ultimo la squadra ottenne la prima pole position nella categoria nel GP di Spagna a Jerez, il primo podio, una terza posizione nel GP di Francia e il primo giro veloce nel GP di Misano. Nella penultima tappa della stagione, ottennero il miglior piazzamento della categoria con il secondo posto di Miguel Oliveira.
Dopo il passaggio del loro pilota alla MotoGP nel 2013, il team Monlau interruppe l'esperienza in Moto2 dedicandosi esclusivamente alla classe Moto3. Passati alle KTM RC 250 GP, ingaggiarono Álex Márquez e confermarono Rins. Il team ottenne la prima vittoria nella categoria nel GP delle Americhe di Austin con Rins, che concluse la stagione in seconda posizione finale.
Nel 2014, il team Monlau cambiò nuovamente moto, passando alle Honda NSF250R, confermarono i piloti dell'anno precedente e vinsero con Álex Márquez il secondo mondiale, primo nella Moto3, con 3 vittorie su 10 podi ottenuti e 3 pole.
Nel 2015, Monlau prese con sé i piloti Jorge Navarro e Fabio Quartararo. Nella stagione 2016, Arón Canet sostituì Quartararo. L'anno seguente fu Enea Bastianini a prendere il posto di Navarro e nel 2018, subentrò a Bastianini lo spagnolo Alonso López. Nel 2019 corsero López e Sergio García. Per la stagione 2020 viene confermato García, affiancato dall'esordiente giapponese Ryusei Yamanaka. La stagione si chiude all'undicesimo posto in classifica squadre.
Nella stagione 2021 non si schiera al via del motomondiale, partecipando esclusivamente al campionato spagnolo.